# Buj (fiume)
Il Buj (in russo Буй?; in baschiro Беүә) è un fiume della Russia europea orientale, affluente di sinistra del fiume Kama (bacino idrografico del Volga). Scorre nel Territorio di Perm', nella Baschiria e nell'Udmurtia.
La sorgente del fiume si trova nel Kuedinskij rajon del Territorio di Perm', scorre poi nel nord-ovest della Baschiria e sfocia nella Kama nel territorio dell'Udmurtia. La prima parte del corso si svolge in direzione sud-orientale poi svolta a sud-ovest. Le rive sono ricoperte da arbusti e cespugli. Ha una lunghezza di 228 km, il suo bacino è di 6 530 km². Sfocia nella Kama a 240 km dalla foce, a sud della città di Kambarka. Il suo maggior affluente è il Piz' (lungo 151 km) proveniente dalla destra idrografica.
Nel nord-ovest del Baškortostan (vicino al villaggio di Karmanovo) si immette nel bacino idrico Karmanovskoe.